# 马尔科·于利-汉努克塞拉
马尔科·于利-汉努克塞拉（芬蘭語：Marko Yli-Hannuksela，1973年12月21日—），芬兰男子摔跤运动员。他曾代表芬兰参加1996年、2000年和2004年夏季奥林匹克运动会摔跤比赛，共获得一枚银牌和一枚铜牌。